# ジェフ・エメリック
ジェフリー・アーネスト・エメリック（英語: Geoffrey Ernest Emerick、1946年12月5日 - 2018年10月2日
）は、イギリスの音楽プロデューサーおよびレコーディング・エンジニア。
最も有名な作品には、ビートルズのアルバム『リボルバー』、『サージェント・ペパーズ・ロンリー・ハーツ・クラブ・バンド』、『ザ・ビートルズ』 (ホワイト・アルバム)、『アビイ・ロード』と、ポール・マッカートニー&ウイングスのアルバム『バンド・オン・ザ・ラン』などが挙げられる。

## 来歴

### ビートルズ・セッション
エメリックが最初に勤めたレコーディング・スタジオはEMI ロンドン・スタジオ (現：アビー・ロード・スタジオ) だった。彼は15歳の時にアシスタント・エンジニアとして入り、ビートルズの担当エンジニアだったノーマン・スミスのアシスタントとしてレコーディング・セッションに参加した。ドラマーがピート・ベストからリンゴ・スターへと交替し、最初のシングル「ラヴ・ミー・ドゥ」が制作されていた1962年頃である。彼は初期の数々のビートルズ・セッションでアシスタントを続けるほか、EMIレーベル内の他の仕事も時々手伝うようになり、ジュディ・ガーランドのセッションや、EMI側からの要請でホリーズのテスト・レコーディングなどへも参加するようになった。
1966年にイギリスでNo.1 ヒットとなったマンフレッド・マンの「プリティ・フラミンゴ」(Pretty Flamingo) のエンジニアリングを担当したのをきっかけに、アシスタント・エンジニアからチーフ・エンジニアに昇格した。チーフ・エンジニアだったスミスが新人アーティストのプロデュース業も行うようになり、ビートルズに専念できなくなってきたため、ジョージ・マーティンの希望でスミスの後釜に抜擢された。
チーフ・エンジニアとしては初めてのビートルズのセッションへの参加は同年発表のアルバム『リボルバー』のレコーディングだった。彼が最初にエンジニアリングを担当した楽曲は「トゥモロー・ネバー・ノウズ」である。「ダライ・ラマがチベットの山頂から説法しているような歌の聴こえ方にして欲しい」というジョン・レノンの抽象的な要望を実現させるために、レスリー・スピーカーを駆使したコーラス効果など、様々なエフェクトや録音方法のアイデアなどを考案した。これがメンバーとマーティンに気に入られ、この時に開発した手法はビートルズの中期以降の作品におけるサウンド作りの出発点となっている。さらに曲の後半に掛けてボーカル以外のバッキング・トラックもレスリー・スピーカーへ送り、ワン・コードでペダル・ノートに近いコード進行の曲に対して斬新なアプローチでエンジニアリングするなど、当時のポピュラー音楽の手法に様々なアイデアも持ち込んだ。また「ゴット・トゥ・ゲット・ユー・イントゥ・マイ・ライフ」におけるオン・マイキング  で収録されたブラス・セクションのサウンドや、同様にドラムスのバス・ドラムに対して立てられるマイクロフォンもオン・マイクで設置し、「タックスマン」で聴けるようなアタック成分を強調した音を作るなど、それまでのエンジニアリング手法を次々に変革していった。
続くアルバム『サージェント・ペパーズ・ロンリー・ハーツ・クラブ・バンド』のレコーディング・セッションでも様々なアイデアを元にした手法でエンジニアリングを行った。当時は4トラック  のテープ・レコーダーしか無かったため、スタジオのケン・タウンゼントとEMIの技術陣の協力の下で、複数台のテープ・レコーダーを同期運転させる技術的方法が具象化された。彼はバッキング・トラック以外のオーケストラやその他の楽器をもう1台のテープ・レコーダーと同期運転させながら多重録音したり、その同期運転の技術を応用し「ルーシー・イン・ザ・スカイ・ウィズ・ダイアモンズ」で聴く事が出来る「テープ・フランジング」や「ADT」(Artificial Double Tracking) などの方法を使って制作作業に参加していた。 
『ザ・ビートルズ』(ホワイト・アルバム）の頃になるとEMI ロンドン・スタジオ内の第1、第2、第3スタジオと同時並行でのレコーディングが行われたため、全ての曲に参加する事はなくなったが、アルバム『アビイ・ロード』ではマーティンで下で行われたレコーディング・セッションに同僚のフィル・マクドナルド (Phil McDonald) と共に参加した。 

### ビートルズ以降
エメリックはビートルズが解散した1970年以降も、様々なレコーディング・セッションにエンジニアまたはプロデューサーとして参加している。同年11月に発売されたバッドフィンガーのセカンド・アルバム『ノー・ダイス』のプロデュースを担当し、1973年にはポール・マッカートニー&ウイングスのアルバム『バンド・オン・ザ・ラン』、1978年にはウイングスのアルバム『ロンドン・タウン』、1997年にはポール・マッカートニーのアルバム『フレイミング・パイ』へエンジニアとして参加している。他にもジェフ・ベック、エルヴィス・コステロのアルバム『インペリアル・ベッドルーム』と『オール・ディス・ユースレス・ビューティ』のプロデュース、アート・ガーファンクル、アメリカ、スーパートランプ、チープ・トリック、スプリット・エンズ、ナザレス、マハヴィシュヌ・オーケストラ、マシュー・フィッシャーの最初のソロ・アルバム『ジャーニーズ・エンド』、ウルトラヴォックス、ネリー・マッケイの大きな賞賛を受けた2004年のデビュー・アルバム『Get Away from Me』などがある。
1974年にはロビン・トロワーの最も有名なアルバム『魂のギター』でエンジニアを担当した。その素晴らしい音作りから、彼の名はトロワー、プロデューサーのマシュー・フィッシャーと共にアルバム・ジャケットにクレジットされた。
1985年に発売予定だったビートルズの未発表曲集『セッションズ』のプロデュースとミキシングを担当したが、マスターテープが完成した直後にメンバーからリリースを拒否された。
2003年、生涯にわたる技術的業績に対して、グラミー賞の特別賞として技術面で貢献した人物に贈られる「Technical Grammy Award」を受賞。彼にとっては通算4回目のグラミー受賞だった。
2006年、ベテランの音楽ジャーナリストであるハワード・マッセイとの共著で回想録「Here, There, and Everywhere: My Life Recording the Music of The Beatles」（Gotham Books, ISBN 1-59240-179-1）を出版した。日本では『ザ・ビートルズ・サウンド 最後の真実』として白夜書房から出版されている。
2007年4月3日には『サージェント・ペパーズ・ロンリー・ハーツ・クラブ・バンド』の現代のミュージシャンによる再録音が準備中であると報じられた。そのミュージシャンの中には、オアシス、ザ・キラーズ、トラヴィス、レイザーライトらが含まれていた。彼はオリジナルの制作当時にEMI ロンドン・スタジオで使用していたビンテージ機器を再び使用した。完成した音源はオリジナル・アルバム発売日の40周年にあたる2007年6月2日にBBC Radio 2で放送された。
2018年10月2日、アメリカのビートルズ関係のイベントの準備中に心臓発作のため72歳で死去する。長年、心臓に問題を抱え、ペースメーカーを使用していたことがマネージャーより公表された。

## グラミー受賞歴
- Grammy Awards of 1968

ビートルズ『サージェント・ペパーズ・ロンリー・ハーツ・クラブ・バンド』
Best Engineered Album, Non-Classical 受賞。
- Grammy Awards of 1970

ビートルズ『アビイ・ロード』
フィル・マクドナルド (エンジニア) と共に Best Engineered Album, Non-Classical 受賞。
- Grammy Awards of 1975

ポール・マッカートニー&ウイングス『バンド・オン・ザ・ラン』
Best Engineered Album, Non-Classical 受賞。
- Grammy Awards of 2003

長年の功労に対して送られる Special Merit Awards で Technical Grammy Award 受賞。

## 著書
- Emerick, Geoff; Massey, Howard (2007). Here, There and Everywhere: My Life Recording the Music of the Beatles. Gotham Books. ISBN 978-1592402694